# Diözesanmuseum

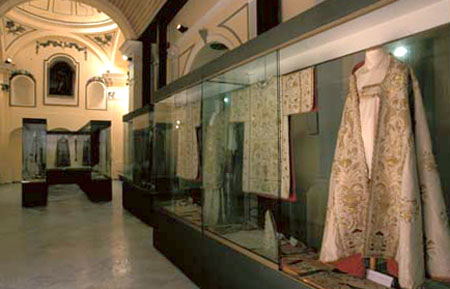
Ausstellungsraum des Diözesanmuseums von Ariano Irpino, 30 km westlich von Benevento, Italien

Ein Diözesanmuseum ist ein Museum einer  Diözese.
Deutschland:
- Augustinermuseum Freiburg, Diözesanmuseum für das Erzbistum Freiburg
- Diözesanmuseum St. Afra, Augsburg
- Diözesanmuseum Bamberg
- Diözesanmuseum Eichstätt
- Diözesanmuseum Freising
- Dommuseum Fulda
- Dommuseum Hildesheim
- Kolumba (Museum), Erzbischöfliches Diözesanmuseum Köln
- Diözesanmuseum Limburg
- Dom- und Diözesanmuseum (Mainz)
- Domschatz- und Diözesanmuseum (Osnabrück)
- Erzbischöfliches Diözesanmuseum und Domschatzkammer Paderborn
- Bistumsmuseen Regensburg
- Diözesanmuseum Rottenburg
- Museum am Dom Trier
- Museum am Dom (Würzburg)

Österreich:
- Evangelisches Diözesanmuseum Burgenland im Evangelischen Bethaus im Dorfmuseum Mönchhof
- Diözesanmuseum Eisenstadt, Burgenland[1]
- Diözesanmuseum Graz, Steiermark
- Schatzkammer Gurk, Kärnten[2]
- Evangelisches Diözesanmuseum Fresach in Fresach, Kärnten
- Diözesanmuseum Linz, Oberösterreich[3]
- Evangelisches Diözesanmuseum Steiermark in Murau
- Dommuseum Salzburg, Land Salzburg (Diözesan- und Domkapitel-Bestände)
- Diözesanmuseum St. Pölten, Niederösterreich[4]
- Dom- und Diözesanmuseum (Wien)

Italien:
- Diözesanmuseum von Amalfi
- Diözesanmuseum Brixen
- Tridentinisches Diözesanmuseum

Polen:
- Diözesanmuseum Opole
- Diözesanmuseum in Pelplin

Spanien:
- Diözesanmuseum Jaca